# Герман Нюберґ
Герман Нюберґ (швед. Herman Nyberg, 22 лютого 1880 — 6 липня 1968) — шведський яхтсмен.
Олімпійський чемпіон 1912 року в класі 10 метрів.